# Chorba

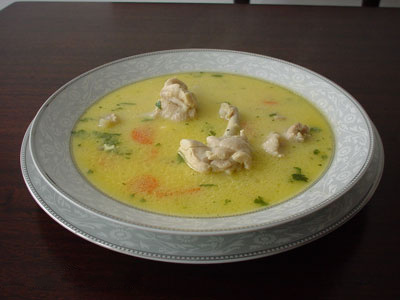
Assiette de chorba.

La chorba (en arabe : شُرْبَة, šurba ; en turc : çorba  ; en albanais : çorba ; en persan : شوربا ; en amharique : ሾርባ), chorwa (en pachto : شوروا), chourpa (en russe : шурпа), chorpa (en ouïghour : شورپا), chorpo (en kirghize : шорпо), sorpa (en kazakh : сорпа), chaṛḇa (en tamazight : ⵛⴰⵕⴱⴰ, caṛba), est une soupe traditionnelle d'Afrique du Nord, des Balkans, de l'Europe de l'Est, de l'Asie centrale, du  Moyen-Orient et de l'Asie du Sud.

## Étymologie
En arabe, le mot chorba provient du verbe « boire » et du nom commun « boisson ». Au sens propre, une chorba c'est « quelque chose à boire », donc quelque chose qui étanche la soif. D'où le mot français « sorbet » vient du mot turc  chorbet' qui vient du mot arabe chorba. D'autres sources évoquant une origine persane du mot qui conjuguerait les sens de potage, de ragoût et de salé.

## Composition

### Asie centrale
Dans les cuisines kazakhe et kirghize, les termes chorpo et sorpa désignent habituellement du bouillon. La shorpo est préparée à partir de mouton bouilli.
Il existe des variantes au Turkménistan (çorba) et au Tadjikistan (šurbo ou šurpo).
Dans la cuisine afghane, on l'appelle chorwa ; elle est composée de viande, pommes de terre et haricots.

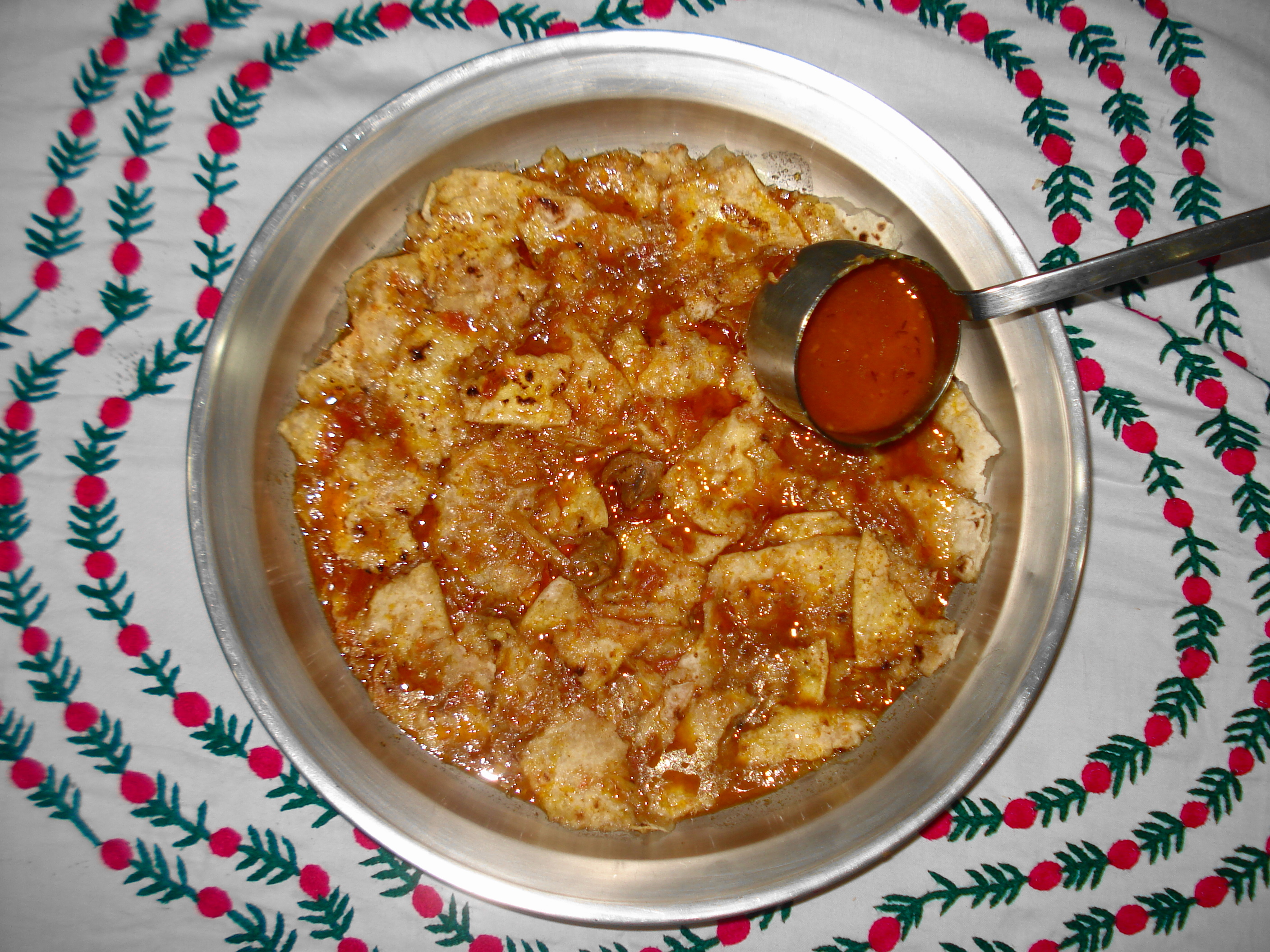
Chorba painda du Pakistan.
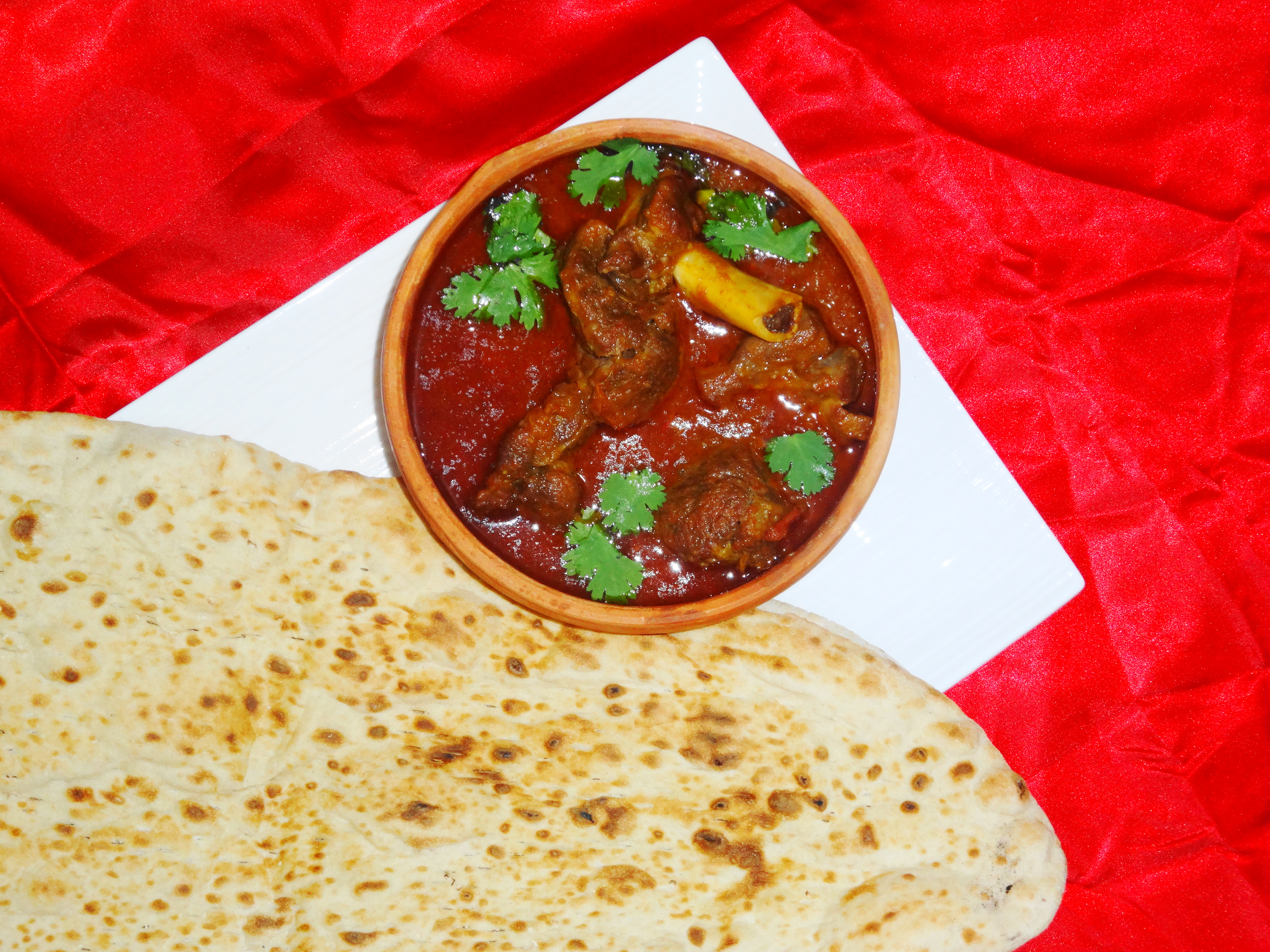
Chorba de mouton d'Afghanistan.
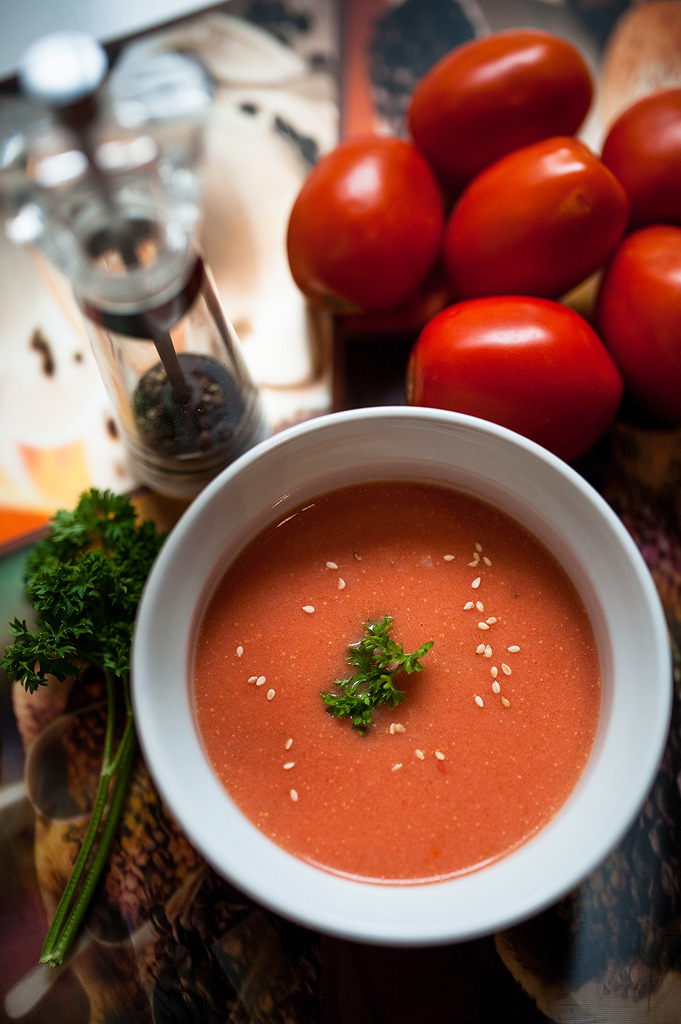
Chorba de tomate d'Inde.
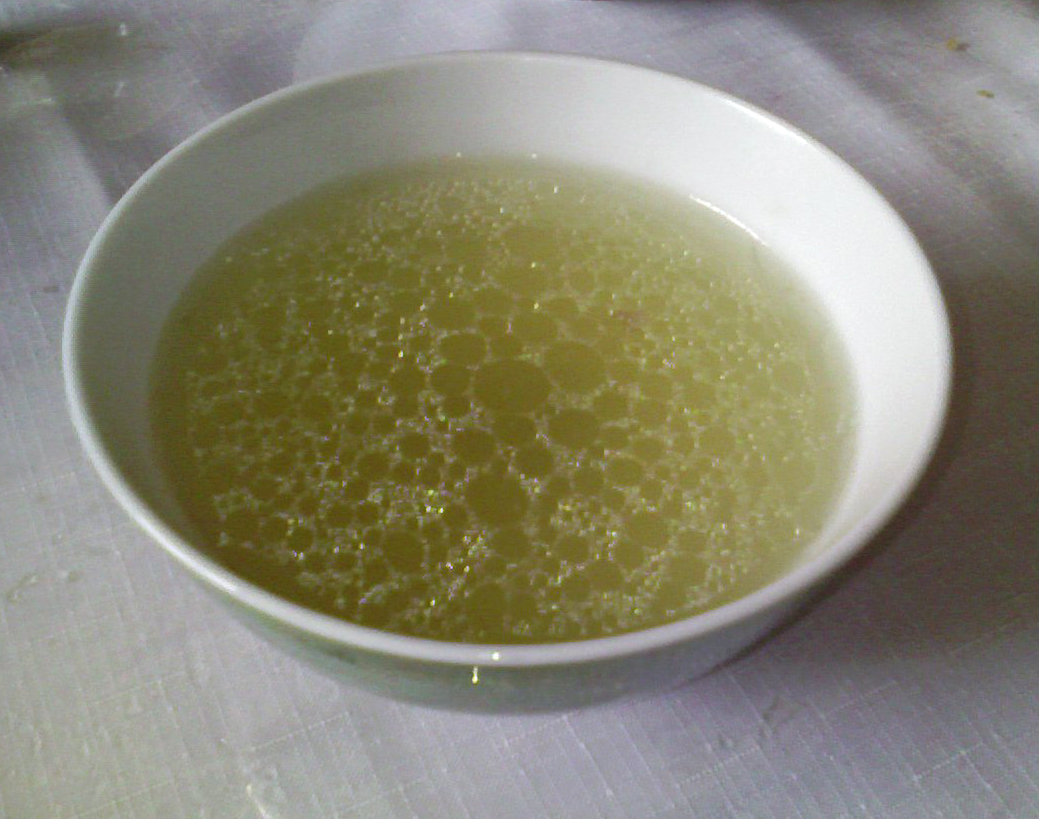
Chorpo kirghize.
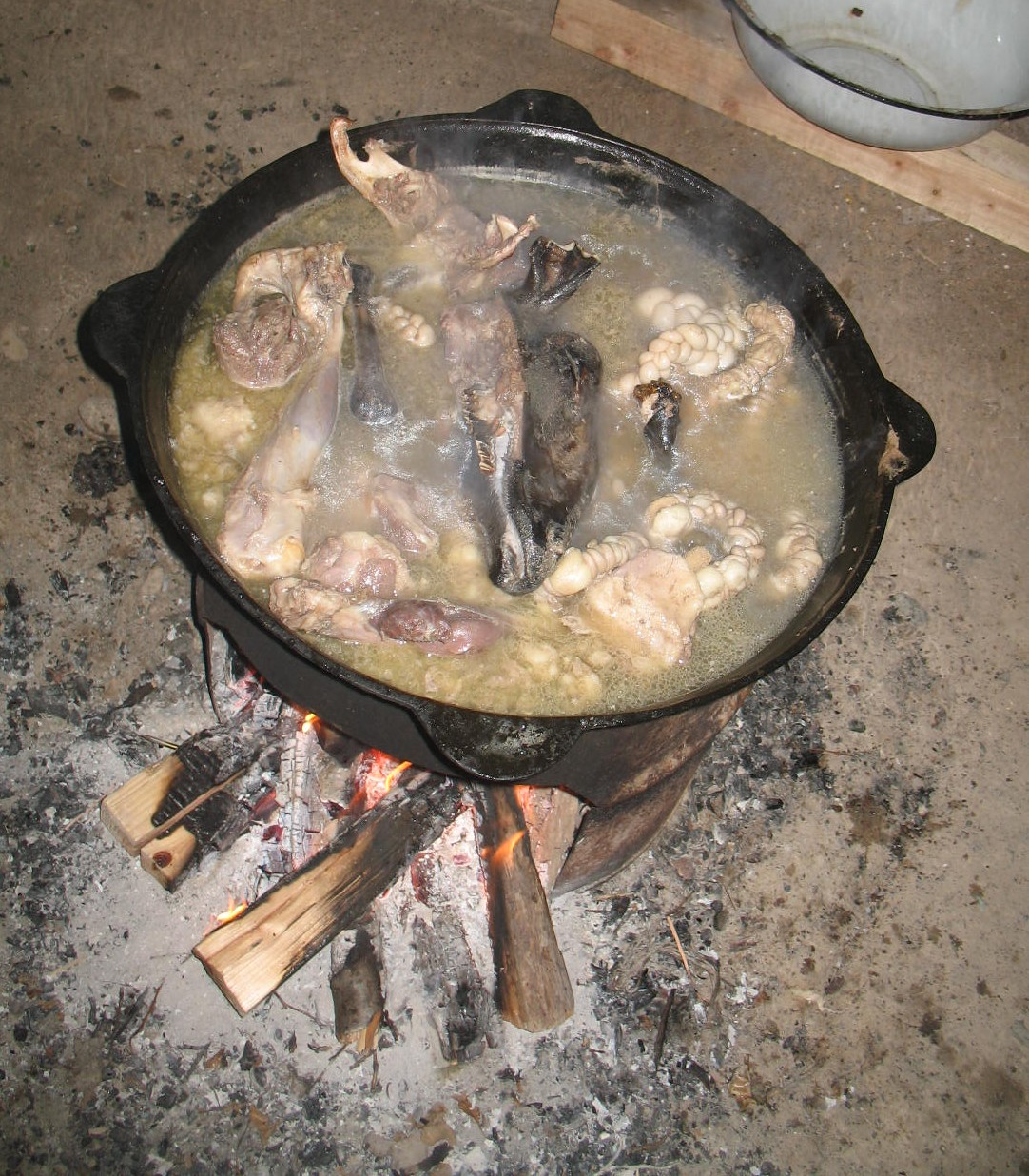
Chorpo kirghize.

### Maghreb
Au Maghreb la chorba est principalement consommée en Algérie, Libyeet Tunisie.
Pendant le ramadan, la chorba est servie quotidiennement après la prière et offerte traditionnellement aux pauvres. Elle est très appréciée pour démarrer le repas après une journée sans boire ni manger car elle étanche la soif et prépare en douceur l'estomac pour recevoir de la nourriture. 
De nos jours, on la trouve même dans les restaurants gastronomiques.
Elle est généralement préparée à base de viande ovine (mouton ou agneau), de vermicelles ou de frik (blé concassé) et de légumes (variables selon les régions : tomates, courgettes, carottes, etc.).
La chorba tunisienne peut également être préparée avec de la viande de veau ou de poulet (moins grasses que le mouton) ou avec des pattes de bœuf ou encore à base de poisson ou de poulpe. Elle est souvent plus piquante que celle que l'on trouve en Algérie.
La chorba algérienne la plus répandue est préparée à base de frik alors que d'autres types de chorba existent, telles que la chorba fdaouech avec des vermicelles. Dans la région algéroise, la chorba était couramment nommée el m'katfa du nom des vermicelles (thimkatafth en berbère) préparés artisanalement.  
Leur point commun est qu'elles sont épicées et parfumées avec de la coriandre et de la menthe. La chorba beida (blanche) est également une spécialité algérienne consommée pendant le ramadan et appréciée pour sa légèreté. La chorba hamra se fait avec des légumes et la viande de mouton.

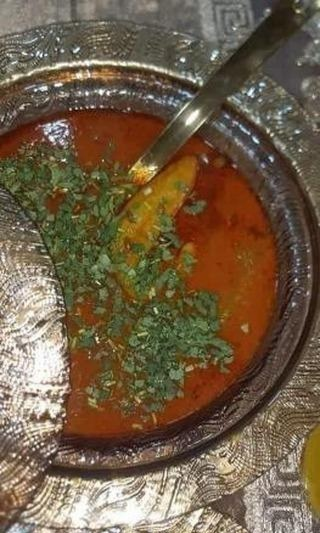
Chorba frik/djari algérienne.
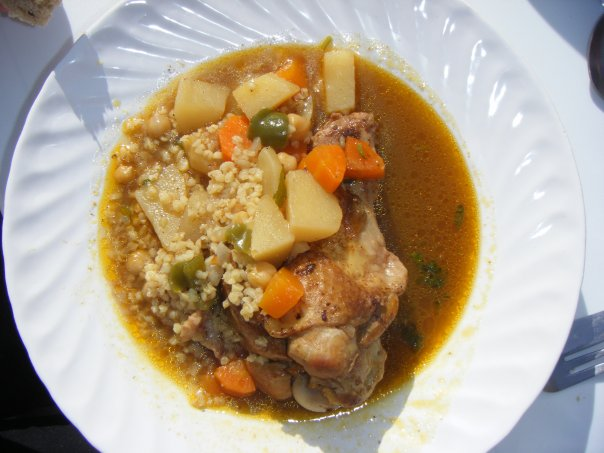
Chorba algérienne.
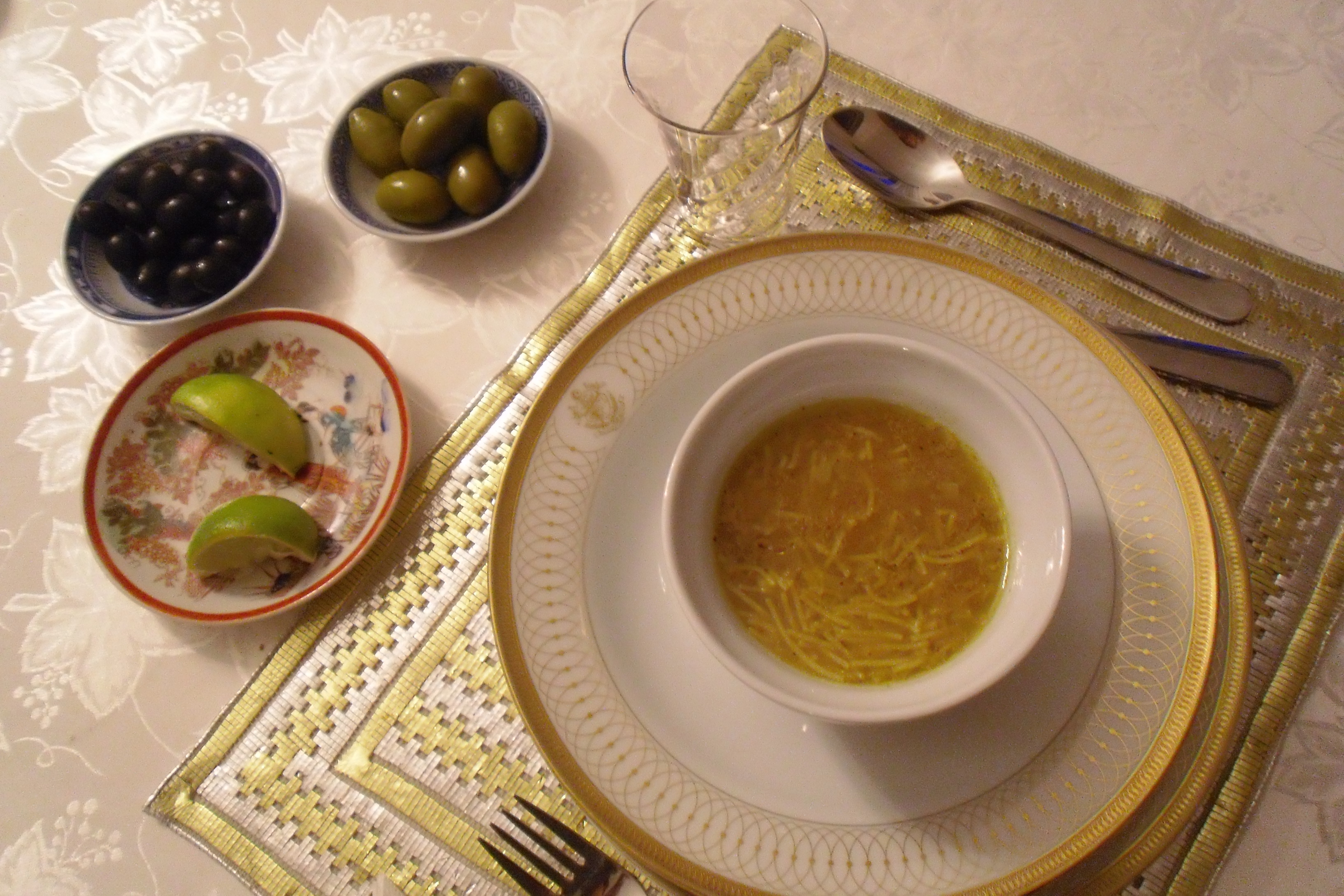
Chorba zaara tunisienne.
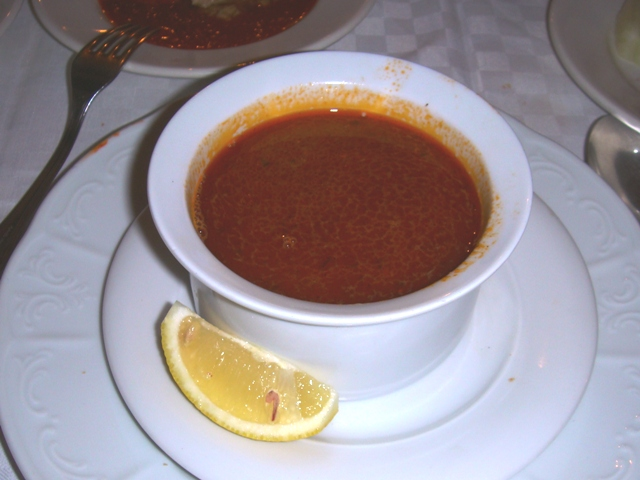
Autre version de la chorba tunisienne.

### Roumanie, Moldavie et Balkans
Dans ces pays, la ciorbă est une soupe acide à base de son de blé fermenté.

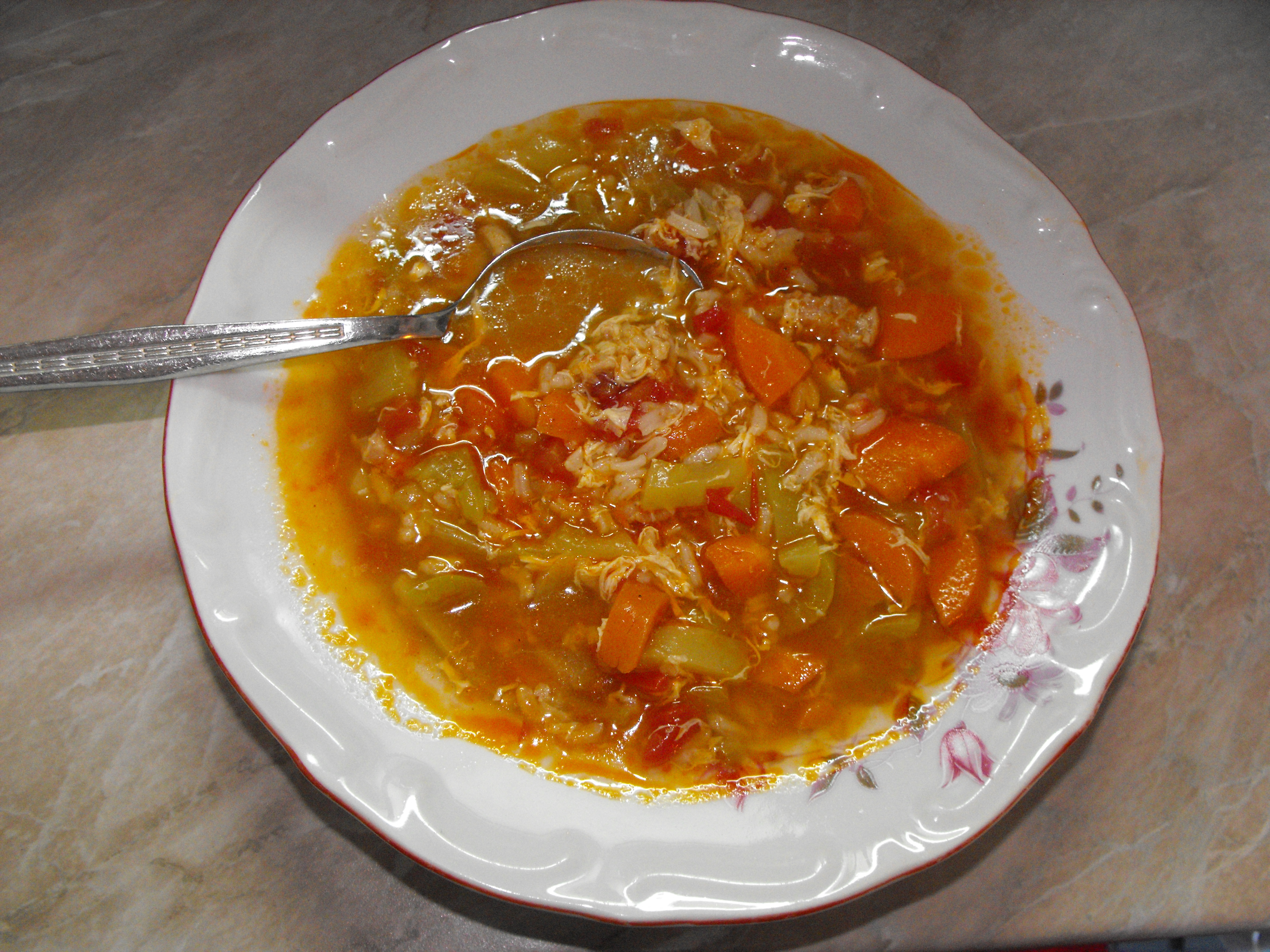
Chorba kurban bulgare.
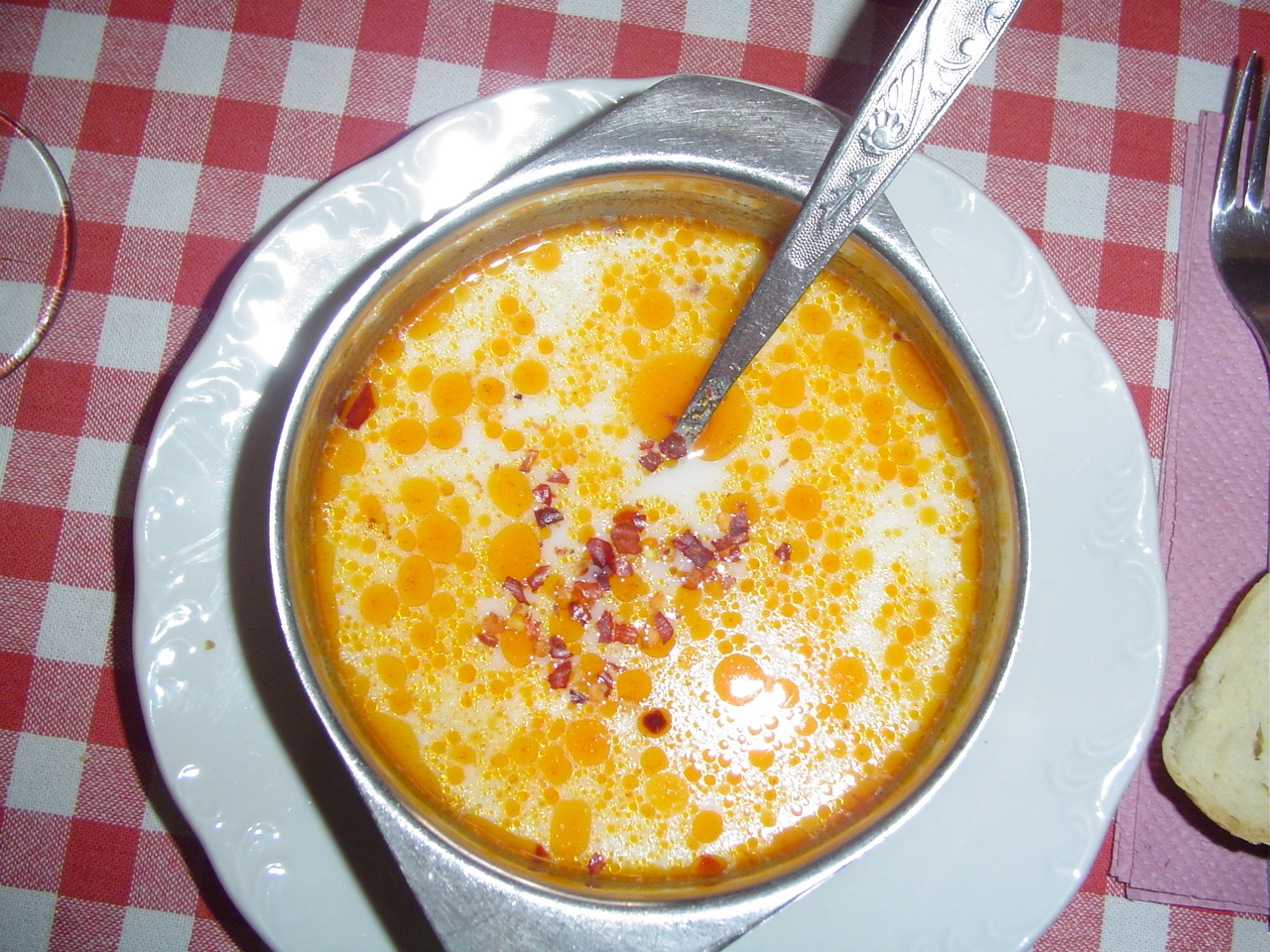
Chorba chkembe bulgare.
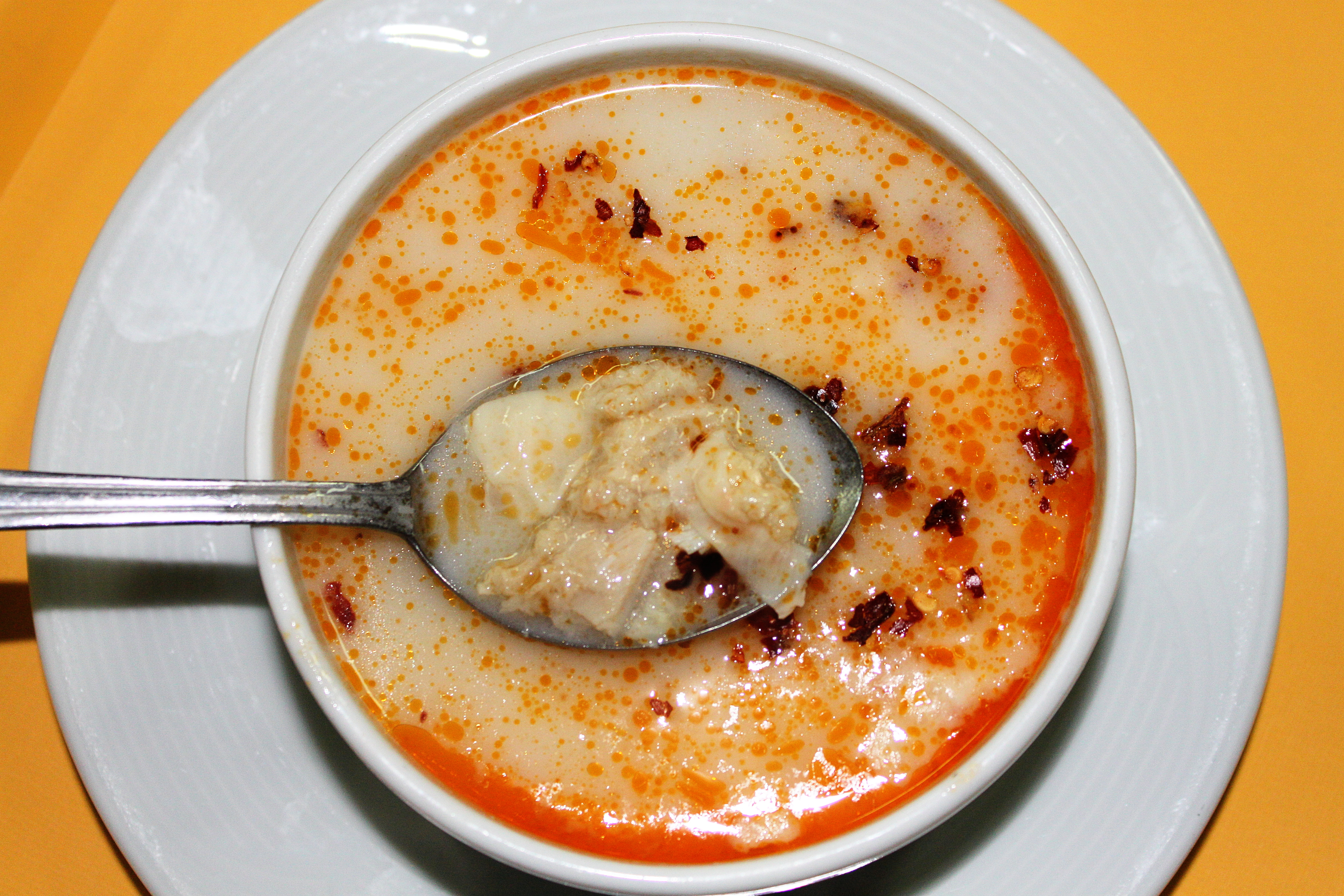
Chorba chkembe bulgare.
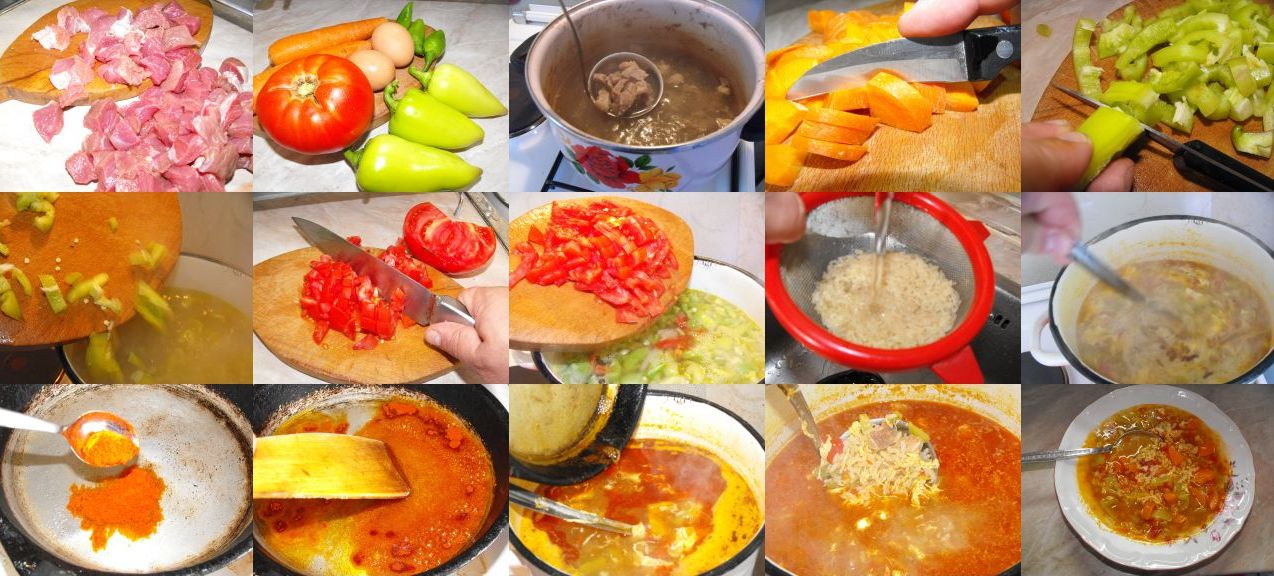
Recette de la chorba kurban.

### Turquie
Chorba signifie littéralement « soupe » en turc et il en existe de nombreuses variantes.

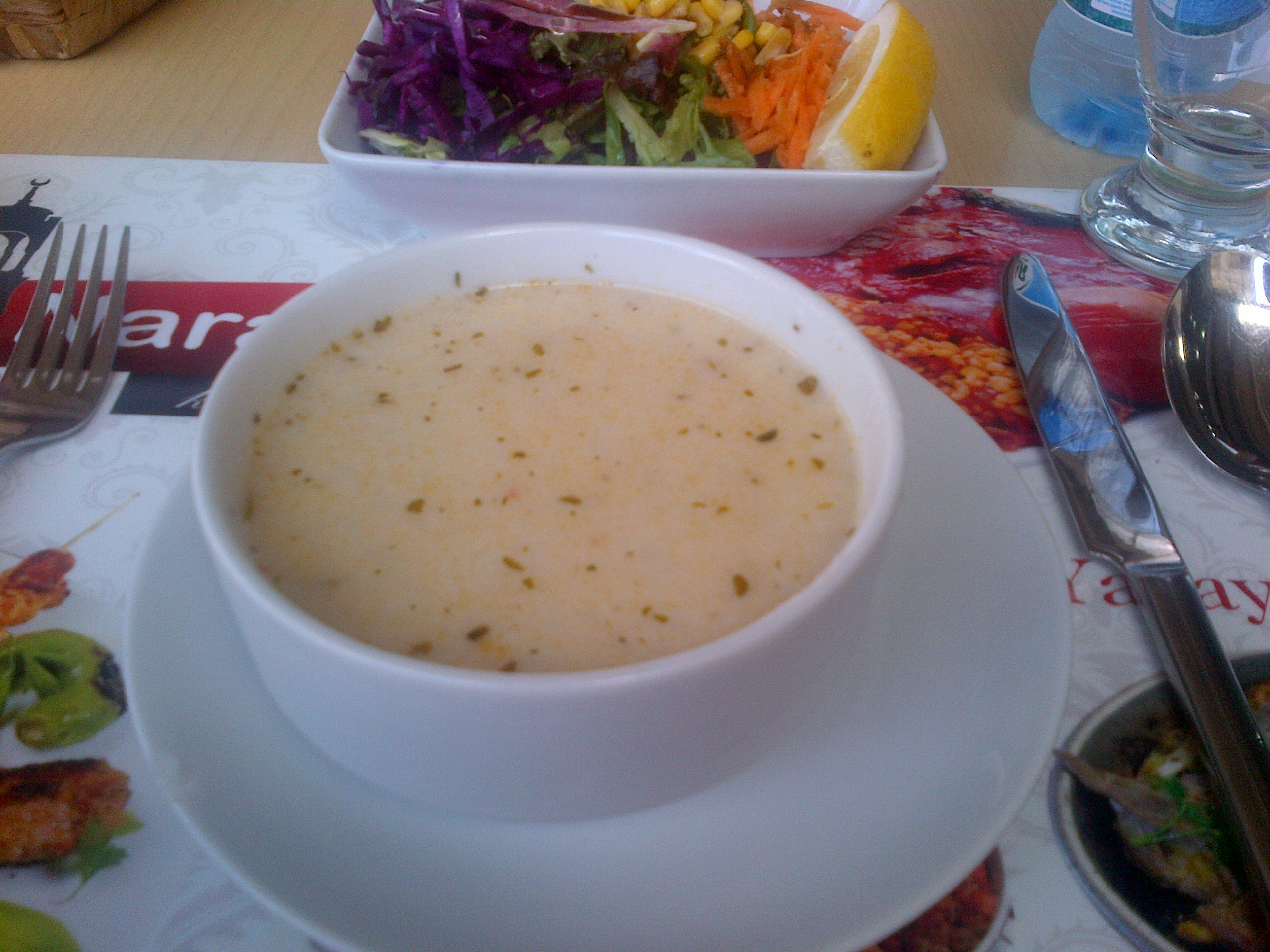
Çorba yayla turque.
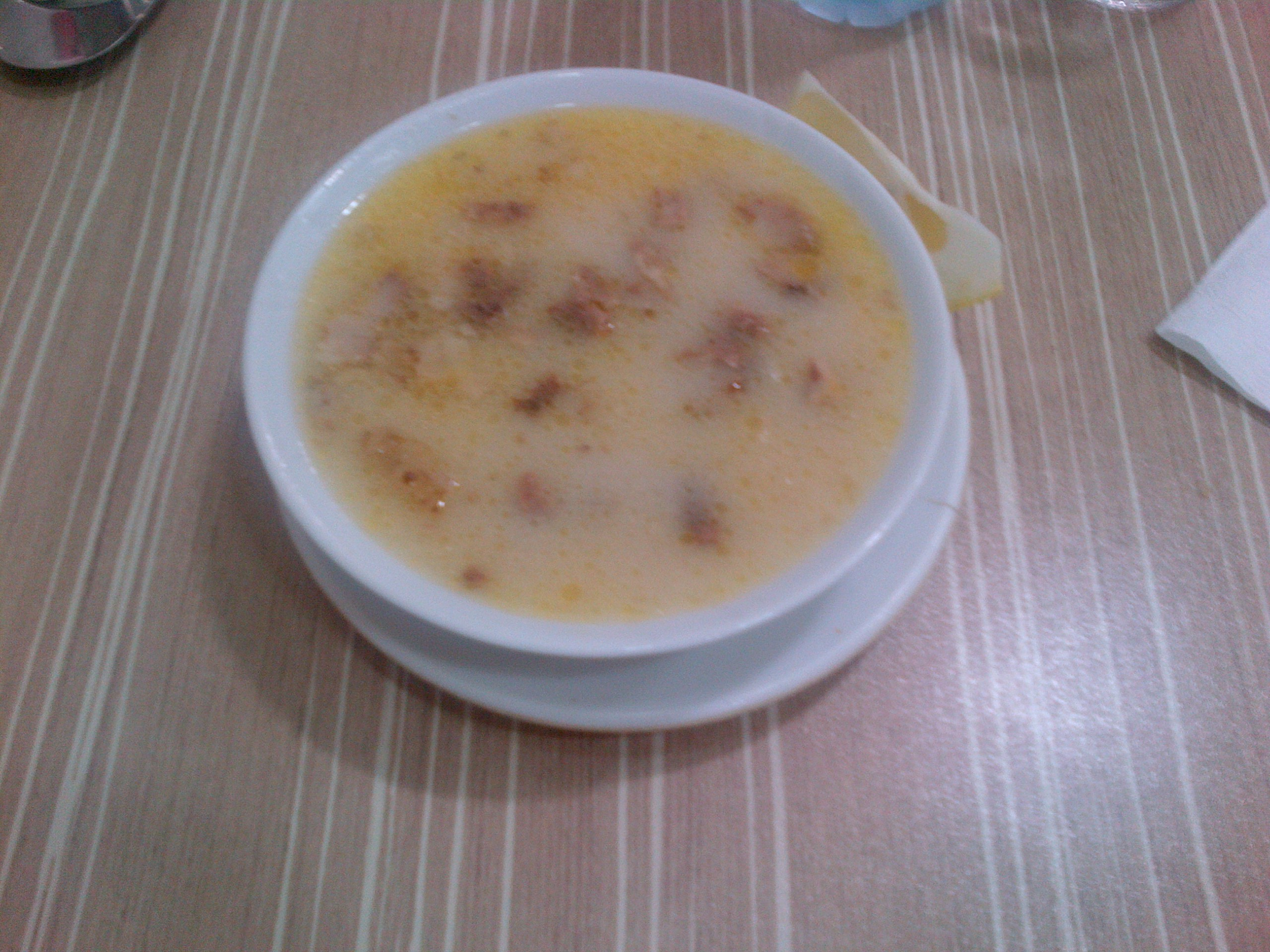
Çorba dil.

Partager une chorba était symboliquement très important chez les janissaires de l'armée ottomane. Dans ce corps d'armée, çorbacı (littéralement « homme soupe ») était un rang militaire équivalent au grade de colonel.
Il est encore courant en Turquie de consommer une chorba, et particulièrement une işkembe çorbası, afin de contrer les effets de la gueule de bois.

## Cinéma
La chorba est notamment évoquée dans les films La Haine de Mathieu Kassovitz (1995), où elle est préparée par la mère de Vinz et très appréciée par Saïd, et dans Il était une fois dans l'Oued de Djamel Bensalah (2005), où le meilleur ami de Yacine, Johnny Leclerc alias Abdel Bachir, ne pense qu'à manger une chorba lors d'un voyage en Algérie. 